# Орєхово-Зуєво (станція)
Орє́хово-Зу́єво (рос. Орехово-Зуево) — вузлова станція Горьківського напрямку та Великого кільця Московської залізниці. За основним характером роботи є сортувальною, за обсягом роботи — позакласною. Розташована в міському окрузі Орєхово-Зуєво (частково у самому місті Орєхово-Зуєво) та у міському окрузі Лікіно-Дульово Московської області.
Одна з найбільших в Росії і Європі сортувальних станцій, поряд зі станцією Бекасово-Сортувальне, також розташованою на Великому кільці МЗ.
Станція є центром Московсько-Курського регіону. Є структурним підрозділом Московської дирекції управління рухом, як позакласна станція, не входить ні в один з восьми ДЦС.
У межах станції знаходяться шість зупинних пунктів електропоїздів (пасажирських платформ).

## Склад
Історично склалося, що станція складається з двох основних частин:
- Московський район, або Орєхово I або Орєхово-Схід. Розташований уздовж головного ходу Горьківського напрямку з південного заходу на північний схід, повністю в межах міста Орєхово-Зуєво. П'ять головних колій: I, II Горьківського напрямку, III, IV, V Великого кільця. Парки «М» (місцевий), «Я» (Ярославський), «Г» (Горьківський), «К» (Круте). Служить для приймання та відправлення електропоїздів і виконання вантажної роботи.
- Рязанський район, або Орєхово II або Орєхово-Центральне. Розташована вздовж ходу Великого кільця з півдня на північ, де примикає до Орєхово I. Північна половина знаходиться в міському окрузі Орєхово-Зуєво, південна в міському окрузі Лікіно-Дульово і в межах Лікіно-Дульово, лише північна частина парку «В» в межах міста Орєхово-Зуєво. Це основна сортувальна частина станції, вибудована за класичною односторонньою схемою з послідовним розташуванням парків (з півдня на північ): парки приймання «А», сортувального «С» і відправлення «В». Для приймання, оброблення та відправлення транзитних поїздів паралельно парку «С» (на схід) також знаходиться транзитний парк «Т». Дві головних колії I, III огинають станцію із заходу, інші дві головні II, IV (IV) — зі сходу. Також в цій частині знаходиться Локомотивне депо ТЧ-5 Орєхово.

Загальна схема станції з усіма розв'язками і підходами є поєднаною двосторонньою станцією з максимальним паралельним розпуском, рухом поїздів і маневрових пересувань, без перетину маршрутів, зокрема пост 97 км на північний схід від станції забезпечує відсутність зустрічного перетину маршрутів при русі на сортувальну частину станції і південь Великого кільця з боку Владимира. Підходи до станції і розв'язки були зроблені з умовою одночасного приймання поїздів в парк з усіх напрямків і відправлення з приймально-відправного парку на всі напрямки, наприклад від станції Дрезна існує додаткова колія на південь станції (парку приймання, посту № 2), що дозволяє рух в обидві сторони. Розв'язки горкової горловини і парку «А» зроблені для широкого використання паралельного насування та розпуску двох складів, а горловини поста формування — для паралельної перестановки трьох склаів в парк «В» і формування збірних поїздів.

## Історія
У 1861 році на головному одноколійному ходу лінії Москва — Владимир була відкрита станція Орєхово, пізніше також звана Орєхово I.
У 1897—1899 роках була побудована лінія від Єгор'євська до Орєхово-Зуєво через Куровське та Дульово.
Лінія була названа «Орєхівська під'їзна колія» і дала прямий вихід багатьом ткацьким мануфактурам, в тому числі в Дулєво та Рунові. У 1897 році на цій лінії відкрита маленька триколійна станція Орєхово II. Ця одноколійна лінія стала початком Великої Московської кільцевої залізниці.
До початку Другої світової війни на базі станцій Орехово I та Орєхово II планувалося будівництво великого сортувального вузла, але через війну терміни були перенесені. Нова сортувальна станція почала будуватися з 1956 року на місці ст. Орєхово II; введена в експлуатацію 1 серпня 1970 року.

## Пасажирський устрій
На станції знаходяться шість зупинних пунктів:
- Головний хід Горьківського напрямку, в межах міста:
  - Орєхово-Зуєво (однойменний), або «станція Орєхово-Зуєво». Знаходиться біля автовокзалу.
  - Круте, кінцевий пункт електропоїздів від Москви, знаходиться на схід від в парку «К» (Круте).
- Дільниця Великого кільця Орєхово-Зуєво — Куровська, на головних коліях по двох сторонах від сортувальної частини станції:
  - Північний у північній частині парку «В»: з.п. без платформ, висадка і посадка із землі
  - Депо: західна довга платформа біля локомотивного депо, у північній частині парку «С», тут же знаходиться пішохідний перехід через всі колії станції у вузькому місці із заходу на схід, де знаходиться невелика платформа-заготовка між коліями
  - Центральний блокпост у південній частині парку «С» у сортувальної гірки та центрального поста управління. Східна невелика платформа розташована біля крайньої колії Транзитного парку. Західна довга платформа розташована біля III колії біля переїзду, що є основною лінією до посту ЕЦ. Ця дільниця III колії є перегоном-внутрішньовузловим сполученням Орєхово-Зуєво — Орєхово-Зуєво.
  - 122 км у південній горловині парку «А», в межах міста Лікино-Дулєво. Західна платформа у колії III парку А, східна у сполучної лінії № 6, що є перегоном-внутрішньовузловим сполученням Орєхово-Зуєво — Орєхово-Зуєво.
  - На цій дільниці за розкладом 2017—2018 року працює 3 пари електропоїздів в день Александров — Куровська, але часто запізнюються, платформи важкодоступні, пасажирообіг близький до нуля. У попередні роки розклад був інтенсивнішим (електропоїзди з/до Дулєво та Куровської). На захід від цієї частини станції в кроковій доступності від депо знаходиться платформа 87 км радіального Горьківського напрямку з набагато інтенсивнішим рухом (розташована однією дільницею на захід від пасажирської платформи Орєхово-Зуєво).

Також до 1980-х був зупинний пункт Південна між Північним блокпостом і депо, скасований.

### Платформа Орєхово-Зуєво
Пасажирська платформа Орєхово-Зуєво розташована в південно-західній частині міста Орєхово-Зуєво біля автовокзалу
Зупинний пункт складається з чотирьох платформ — двох високих на дузі (берегова № 1 та острівна № 2, що використовується як берегова), які обслуговують Горьківський напрямок, і двох низьких прямих острівних (№ 3 і № 4), які обслуговують Велике кільце, № 3 використовується як берегова. Платформи № 1-3 сполучені між собою пішохідним мостом, обладнаним пандусом, перехід на платформу № 4 по настилу з платформи № 3. Платформи Горьківського напрямку обладнані касами, турнікетами та навісами.
Відстань до станції Москва-Пасажирська-Курська — 90 км
Час руху від Москва-Пасажирська-Курська — від 50 хвилин (для швидкісних електропоїздів далекого прямування), 1 години 20 хвилин (для приміських експресів) до 2-х годин 8 хвилин (для приміських електропоїздів, що прямують з усіма зупинками).
На платформі зупиняються швидкісні електропотяги далекого прямування «Ластівка», всі приміські електропоїзди, здійснюється пересадка з Горьківського напрямку на Велике кільце і назад. Горьківським напрямком працюють електропоїзди Москва-Курська — Круте/Пєтушки/Владимир (і експрес Москва-Курська — Орєхово-Зуєво, 1 пара по буднях). По кільцю — електропоїзди до/з Александрова-1 (8 пар на день) і до Куровської (3 пари на день), для 5 пар Александров-1 — Орехово-Зуєво станція є кінцевою.
Автовокзал у платформи обслуговує безліч міських і приміських автобусних маршрутів. Також кінцева зупинка автобусів (вул. Лапіна) розташована з південного боку від колій станції (за наявністю додаткової каси і підстанції автобусів, ця складова частина вокзального комплексу має назву «Казанський вокзал».

### Платформа Круте
Кінцева платформа для електропоїздів Москва-Курська — Круте, обладнана турнікетами. Зупинним пунктом для потягів Великого кільця не є (платформ на коліях кільця немає).